# Аноплий бурый
Аноплий бурый, или помпил дорожный, или обыкновенная дорожная оса (лат. Anoplius viaticus) — вид дорожных ос (Pompilidae).

## Описание
Длина тела у самок 9—14 мм, у самцов — 8—11 мм. Голова и головогрудь чёрного цвета. Брюшко у основания красное, но с чёрными задними краями сегментов.
Самки вырывают передними ногами в песке норки глубиной до 8 см, причем вырытый песок выбрасывается ими между растопыренными задними ногами.
Вид распространён во всей Палеарктике. Обитает в сухих местах с песчаной почвой. Лёт с конца апреля по начало сентября. Питается нектаром цветов.